# Petite-Rivière-de-Nippes
Petite-Rivière-de-Nippes este o comună din arondismentul Miragoâne, departamentul Nippes, Haiti, cu o suprafață de 93,7 km2 și o populație de 25.966 locuitori (2009).